# Kip McKean
Thomas "Kip" McKean (Indianápolis, Indiana, Estados Unidos, 31 de mayo de 1954) es un predicador y reformador. Anteriormente era un influyente líder de la Iglesia de Cristo de Boston, que evolucionó para convertirse en una organización conocida como las Iglesias de Cristo Internacionales. Actualmente, Kip es el ministro de la Iglesias Cristianas Internacionales de La Ciudad de Los Ángeles (Los Ángeles, California.

## Primeros años y familia
Era hijo de un almirante, y fue llamado Thomas en honor de un antepasado suyo, Thomas McKean,  firmante de la Declaración de Independencia de los Estados Unidos. McKean se casó con Elena García-Bengochea, nacida en La Habana, Cuba, el 11 de diciembre de 1976, quien actualmente es la líder del Ministerio de Mujeres en la Iglesia Internacional de Portland.

## Iglesia de Cristo de Boston
McKean se convirtió en la cabeza de la Iglesia de Cristo de Lexington (Massachusetts) en 1979 e introdujo un estilo de ministerio que se enfocaba en el evangelismo. La iglesia creció rápidamente y pronto se convirtió en la Iglesia de Cristo de Boston. La iglesia de Boston expandió su influencia entre otras Iglesias de Cristo, convirtiéndose en "el movimiento de Boston", con McKean y su esposa considerados como la más alta autoridad dentro de la jerarquía del movimiento. En 1990, los McKean se mudaron a Los Ángeles para dirigir la Iglesia de Cristo de Los Ángeles, desde donde presidieron el rápido crecimiento de la ICOC (International Church of Christ) en los años 1990.

## Renuncia
En 2001, después de un cuestionamiento interno de su liderazgo, Kip McKean anunció que tomaría un año sabático para centrarse en el "matrimonio y asuntos familiares". En 2002, los McKean anunciaron su renuncia como líderes de la Iglesia de Cristo de Los Ángeles y como unos de los fundadores de la Iglesia de Cristo en México. La principal causa de la renuncia y ruptura se debía al ideal propio de Kip McKean, ya que pensaba que la mejor forma de dirigir dicha congregación era a base de un único mando (con él como líder principal único), mientras que los demás internos de la Iglesia de Cristo pensaban que lo mejor era que el liderazgo principal de la congregación recayera sobre un grupo de ministros y no en uno sólo. Al existir esta diferencia, Kip Mckean optó por renunciar y formar un nuevo movimiento que se adaptará a su propio ideal.

## Nuevo Movimiento
Desde 2005, las congregaciones bajo el liderazgo de McKean son las Iglesias Cristianas Internacionales. En 2007, McKean se movió a Los Ángeles para liderar una congregación de su nuevo movimiento conocido como la Iglesia Cristiana Internacional de La Ciudad de Los Ángeles. La Iglesia Cristiana Internacional actualmente tiene 166 congregaciones en 66 naciones, 11.500 en membresía, y asistencia semanal sobrepasa 5.000. Aunque la Iglesia Internacional de Cristo  y la Iglesia Cristiana Internacional comparten casi la misma doctrina y prácticas idénticas en cuanto al ministerio, cada uno piensa que el otro no está viviendo según las escrituras, sin embargo existe la posibilidad de que en algún futuro no muy lejano ambas denominaciones logren conciliarse.